# Рудолф VII (III) фон Тирщайн
Рудолф VII (III) фон Тирщайн (на немски: Rudolf VII (III), Graf von Tierstein, Pfalzgraf von Basel; † 17 август/27 август 1318) от линията Фробург-Хомберг е граф на Тирщайн в Зизгау, Швейцария, пфалцграф на Базел (на епископа на Базел).
Той е син на граф Рудолф VI фон Тирщайн († 1262/1265) и първата му съпруга София фон Фробург? († сл. 1208). Внук е на граф Рудолф V фон Тирщайн (I) († 1236) и Гепа фон Фробург († сл. 1208), дъщеря на граф Фолмар II фон Фробург († 1175). Баба му е племенница на Лудвиг II фон Фробург, епископ на Базел (1164 – 1179). Баща му се жени втори път за Елиза фон Геролдсек († сл. 1265). Полубрат е на Зигмунд II фон Тирщайн († 1320), граф на Тирщайн, господар на Фарнсбург, пфалцграф на Базел, и на Херман фон Тирщайн († 1295/1299/1308), каноник в Страсбург.
Около средата на 14 век фамилията Тирщайн се разделя на две линии. Едната линия живее веднага във Фарнсбург, а другата в Ной-Тирщайн и Пфефинген.
Рудолф VII (III) фон Тирщайн умира на 17/27 август 1318 г. и е погребан в катедралата на Базел.

## Фамилия
Рудолф VII (III) фон Тирщайн се жени за Беатрикс фон Геролдсек († сл. 27 октомври 1267), дъщеря на Буркард IV фон Геролдсек († сл. 1238) и дъщерята на вилдграф Герхард I фон Кирбург († сл. 1198). Тя е сестра на мащехата му Елиза. Те имат децата:
- Улрих II фон Тирщайн († 1330), граф, баща на:
  - Валрам II фон Тирщайн († 1356), граф на Тирщайн, пфалцграф на Базел, женен на 2 юни 1325 г. за Агнес фон Арберг († 1345)
- дъщеря, омъжена за Тюринг фон Рамщайн фрайхер цу Цвинген и Гилгенберг († 11 януари 1340), син на рицар Тюринг фон Рамщайн († сл. 1275) и Берта? фон Рюмлинген († сл. 1252)

Рудолф VII (III) фон Тирщайн се жени втори път сл. 1267 г. за Елизабет/Аделхайд фон Клинген († сл. 16 януари 1316/1323), дъщеря на Улрих фон Клинген, фогт на Щайн и Клинген († сл. 1261) и Аделхайд († сл. 1247). Те имат децата:
- Херман фон Тирщайн († сл. 22 февруари 1325/сл. 1327), архдякон и тезаурариус в Страсбург
- Лудвиг фон Тирщайн († сл. 3 април 1321), каноник и шоластикус в Страсбург